# Klavertje vier (kaatsen)
Het Klavertje Vier is een prijs voor mannelijke kaatsers die de vier belangrijkste vier kaatspartijen hebben gewonnen: de PC, de Bondspartij, Jong Nederland en de Freulepartij. De prijs is ingesteld door de PC.

## Winnaars
Tot nu toe zijn er 13 kaatsers die erin zijn geslaagd deze vier partijen op hun naam te schrijven. In de tabel hieronder staan ook de jaartallen waarin de vier partijen zijn gewonnen:
| Jaar | Naam                 | Freule | Jong Nederland | Bondspartij | PC   |
| ---- | -------------------- | ------ | -------------- | ----------- | ---- |
| 1920 | Ids Jousma           | 1916   | 1918           | 1920        | 1920 |
| 1923 | Taede Zijlstra       | 1917   | 1917           | 1923        | 1920 |
| 1928 | Klaas W. Kooistra    | 1919   | 1920           | 1921        | 1928 |
| 1947 | Frans Helfrich       | 1936   | 1938           | 1947        | 1942 |
| 1960 | Dirk van der Zee     | 1953   | 1956           | 1959        | 1960 |
| 1974 | André Roosenburg jr. | 1968   | 1973           | 1974        | 1972 |
| 1976 | Johannes Westra      | 1960   | 1964           | 1976        | 1968 |
| 1989 | Joop Bierma          | 1978   | 1982           | 1982        | 1989 |
| 1991 | Erik Seerden         | 1987   | 1991           | 1991        | 1991 |
| 2002 | Jacob Wassenaar      | 1996   | 2000           | 2001        | 2002 |
| 2003 | Cornelis Terpstra    | 1997   | 2000           | 2003        | 2002 |
| 2004 | Auke van der Graaf   | 1994   | 1996           | 2004        | 1998 |
| 2017 | Hans Wassenaar       | 2007   | 2009           | 2017        | 2016 |

Ids Jousma en Erik Seerden zijn van deze 13 degenen die het klavertje vier het snelst behaalden: vier jaar na het winnen van de Freule wonnen zij de Bondspartij en de PC. Ids Jousma had ondertussen de Jong Nederlandpartij gewonnen, Seerden won deze in hetzelfde jaar als de andere twee.